# Allophyllum gilioides
Allophyllum gilioides är en blågullsväxtart som först beskrevs av George Bentham, och fick sitt nu gällande namn av A. och V. Grant. Allophyllum gilioides ingår i släktet Allophyllum och familjen blågullsväxter.

## Underarter
Arten delas in i följande underarter:
- A. g. gilioides
- A. g. violaceum